# Lijst van Thaise ministers van Defensie
Een overzicht van de ministers van Defensie van Thailand.
| Periode                              | Minister                              |
| ------------------------------------ | ------------------------------------- |
| 10 december 1932 - 24 juni 1933      | Phya Rajawangsan                      |
| 24 juni 1933 - 29 maart 1934         | Phya Prasertsongkram                  |
| 29 maart 1934 - 22 september 1934    | Phya Phaholphonphayuhasena            |
| 22 september 1934 - 19 augustus 1941 | Plaek Pibulsongkram (1e keer)         |
| 19 augustus 1941 - 15 december 1941  | Mangkorn Phromyothi                   |
| 15 december 1941 - 2 augustus 1944   | Plaek Pibulsongkram (2e keer)         |
| 2 augustus 1944 - 19 september 1945  | Sindhu Kamalanavin                    |
| 19 september 1945 - 24 maart 1946    | Chit Munsilpa Sinadyodharaksa         |
| 24 maart 1946 - 11 november 1947     | Jira Wichitsongkram                   |
| 11 november 1947 - 28 juni 1949      | Suk Nakrob                            |
| 28 juni 1949 - 31 maart 1957         | Plaek Pibulsongkram (3e keer)         |
| 31 maart 1957 - 23 september 1957    | Sarit Thanarat                        |
| 23 september 1957 - 26 november 1971 | Thanom Kittikachorn (1e keer)         |
| 26 november 1971 - 19 december 1972  | Prapass Charusthira                   |
| 19 december 1972 - 16 oktober 1973   | Thanom Kittikachorn (2e keer)         |
| 16 oktober 1973 - 27 mei 1974        | Dawee Chulladrabya                    |
| 27 mei 1974 - 21 februari 1975       | Kruan Suddhanin                       |
| 21 februari 1975 - 17 maart 1975     | Tawich Senivansa Na Ayudhya (1e keer) |
| 17 maart 1975 - 21 april 1976        | Pramarn Adireksarn                    |
| 21 april 1976 - 28 april 1976        | Krit Sivara                           |
| 28 april 1976 - 24 augustus 1976     | Tawich Senivansa Na Ayudhya (2e keer) |
| 24 augustus 1976 - 25 september 1976 | Seni Pramoj                           |
| 25 september 1976 - 12 november 1977 | Sa-ngad Chaloryu                      |
| 12 november 1977 - 11 augustus 1978  | Lek Naeomali                          |
| 11 augustus 1978 - 24 mei 1979       | Kriangsak Chomanan                    |
| 24 mei 1979 - 11 augustus 1986       | Prem Tinsulanond                      |
| 11 augustus 1986 - 9 augustus 1988   | Panieng Kantarat                      |
| 9 augustus 1988 - 30 maart 1990      | Chatichai Choonhavan (1e keer)        |
| 30 maart 1990 - 21 juni 1990         | Chavalit Yongchaiyudh (1e keer)       |
| 21 juni 1990 - 23 februari 1991      | Chatichai Choonhavan (2e keer)        |
| 6 maart 1991 - 17 april 1992         | Prapat Krisnachan                     |
| 17 april 1992 - 18 juni 1992         | Suchinda Kraprayoon                   |
| 18 juni 1992 - 29 september 1992     | Banjob Bunnag                         |
| 29 september 1992 - 18 juli 1995     | Wijit Sukmak                          |
| 18 juli 1995 - 14 november 1997      | Chavalit Yongchaiyudh (2e keer)       |
| 14 november 1997 - 18 februari 2001  | Chuan Leekpai                         |
| 18 februari 2001 - 3 oktober 2002    | Chavalit Yongchaiyudh (3e keer)       |
| 3 oktober 2002 - 10 maart 2004       | Thammarak Isarangura (1e keer)        |
| 10 maart 2004 - 6 oktober 2004       | Chetta Thanajaro                      |
| 6 oktober 2004 - 11 maart 2005       | Samphan Boonyanan                     |
| 11 maart 2005 - 19 september 2006    | Thammarak Isarangura (2e keer)        |
| 9 oktober 2006 - 5 februari 2008     | Boonrod Somthat                       |
| 6 februari 2008 - 9 september 2008   | Samak Sundaravej                      |
| 24 september 2008 - 2 december 2008  | Somchai Wongsawat                     |
| 20 december 2008 - 9 augustus 2011   | Prawit Wongsuwan                      |
| 9 augustus 2011 - 18 januari 2012    | Yuthasak Sasiprapha                   |
| 18 januari 2012 - 30 juni 2013       | Sukampol Suwannathat                  |
| 30 juni 2013 - 7 mei 2014            | Yingluck Shinawatra                   |
| 30 augustus 2014 - 10 juli 2019      | Prawit Wongsuwan (2e keer)            |
| 10 juli 2019 - 1 september 2023      | Prayut Chan-o-cha                     |
| sinds 1 september 2023               | Sutin Klungsang                       |